# برنت دالمیرپل
برنت دالمیرپل (انگلیسی: Brent Dalrymple؛ زادهٔ ۹ مهٔ ۱۹۳۷) دانشمند در زمینه زمین‌شناسی اهل ایالات متحده آمریکا است.
وی همچنین برندهٔ جوایزی همچون نشان ملی علوم شده‌است.